# جوليس باس
جوليس باس (بالإنجليزية: Jules Bass)‏ هو كاتب سيناريو ومنتج أفلام وملحن وكاتب وكاتب للأطفال ومخرج وشاعر أمريكي، ولد في 16 سبتمبر 1935 في فيلادلفيا في الولايات المتحدة.

## وصلات خارجية
- جوليس باس على موقع IMDb (الإنجليزية)
- جوليس باس على موقع ألو سيني (الفرنسية)
- جوليس باس على موقع ميوزك برينز (الإنجليزية)
- جوليس باس على موقع أول موفي (الإنجليزية)
- جوليس باس على موقع قاعدة بيانات الأفلام السويدية (السويدية)
- جوليس باس على موقع قاعدة بيانات الفيلم (الإنجليزية)
- جوليس باس على موقع كينوبويسك (الروسية)